# Tokitsukaze
Il Tokitsukaze (時津風? lett. "Vento favorevole") è stato un cacciatorpediniere della Marina imperiale giapponese, undicesima unità della classe Kagero. Fu varato nel novembre 1939 dal cantiere navale di Uraga.
Appartenente alla 16ª Divisione, appoggiò sbarchi in diverse località delle Filippine e delle Indie orientali olandesi, sfuggendo a più di un attacco aereo e affondando forse un sommergibile avversario. Aggregato alla scorta del convoglio per l'occupazione dell'atollo di Midway, fu presente all'omonima battaglia e poi transitò nella flotta di portaerei della Marina imperiale; partecipò così alla battaglia delle Salomone Orientali del 23-25 agosto, durante la quale salvò i naufraghi della Ryujo bombardata, e poi a quella delle isole Santa Cruz (25-26 ottobre). Fu poi coinvolto nelle rischiose missioni del Tokyo Express alla volta di Guadalcanal, dapprima per scaricare rifornimenti e truppe, poi per contribuire all'evacuazione finale del febbraio 1943. Rimasto a operare da Rabaul, a fine mese fu tra i cacciatorpediniere scelti per scortare un importante convoglio a Lae che, tuttavia, fu annientato nel corso della battaglia del Mare di Bismarck: abbandonata dall'equipaggio dopo essere stata immobilizzata, l'unità fu infine affondata il 4 marzo 1943 da bombardieri statunitensi.

## Servizio operativo

### Costruzione
Il cacciatorpediniere Tokitsukaze fu ordinato nell'anno fiscale edito dal governo giapponese nel 1937. La sua chiglia fu impostata nel cantiere navale della ditta Uraga, a Tokyo, il 20 febbraio 1939 e il varo avvenne il 10 novembre dello stesso anno; fu completato il 15 dicembre 1940. La nave formò con i gemelli Yukikaze, Amatsukaze e Hatsukaze la 16ª Divisione cacciatorpediniere, posta alle dipendenze della 2ª Squadriglia della 2ª Flotta.

### 1941-1942
Passato al comando del capitano di fregata Giichirō Nakahara, il 26 novembre 1941 il Tokitsukaze partì con la divisione d'appartenenza e il resto della squadriglia dallo Stretto di Terashima per arrivare, il 1º dicembre, alle isole Palau, uno dei punti di partenza per le imminenti operazioni militari contro gli occidentali. Il 6, infatti, fu in mare per vigilare sulla portaerei Ryujo i cui aerei bombardarono Davao e altre località; quello stesso giorno tornò alle Palau per contribuire alla difesa del convoglio incaricato di occupare la città di Legazpi: lo sbarco avvenne senza difficoltà il 12 e due giorni dopo il Tokitsukaze sfuggì senza danni all'attacco di alcuni aerei americani. Da Legazpi i trasporti truppe partirono alla volta della baia di Lamon, nella Luzon meridionale; l'operazione anfibia fu protetta tra le altre navi anche dal Tokitsukaze che, nuovamente, fu mancato da velivoli statunitensi accorsi vanamente. Rimase nella zona due giorni prima di rientrare alle Palau, ove rimase dal 20 dicembre al 1º gennaio 1942, data della partenza per Davao (occupata dal 20 dicembre). Nei primi giorni di gennaio pattugliò la rada e il mare circostante senza risultati, quindi fu aggregato alla squadra d'invasione per Menado, dove i giapponesi sbarcarono l'11. Dal 15 al 20 gennaio fu impegnato in ricognizioni e pattugliamenti antisommergibile nel Mar delle Molucche, ma il 21 salpò per unirsi in mare a una formazione che, tre giorni dopo, sbarcò truppe a Kendari, rapidamente occupata. Tornò indietro all'isola di Bangka da cui operò brevemente dal 27 al 30, seguendo poi il gruppo navale che il 31 iniziò l'occupazione di Ambon. Il Tokitsukaze fu di nuovo assegnato a vigilare sulla conquista effettuata e a venire incontro ad altri trasporti diretti a rafforzare l'isola; il 5 febbraio fu attaccato da un singolo aereo avversario senza subire danni. Lasciò l'isola il 17 febbraio e si unì alla squadra navale diretta all'isola di Timor, dove supportò i riusciti sbarchi a Kupang; si attardò un paio di giorni nelle acque dell'isola prima di spostarsi a Makassar, raggiunta il 25. Qui poté riunirsi alla 16ª Divisione e al resto della 2ª Squadriglia, incaricati di proteggere il numeroso convoglio orientale per lo sbarco finale a Giava. Nel corso della traversata il Tokitsukaze respinse bombardieri statunitensi in due occasioni e, il 27 febbraio, partecipò alla battaglia del Mare di Giava, pur senza cogliere particolari successi. Nel tardo pomeriggio del 28, assieme allo Yukikaze, attaccò con le bombe di profondità un sommergibile e ne rivendicò l'affondamento; coprì quindi gli sbarchi notturni sull'isola ed estese i pattugliamenti oltre l'isola di Bawean, al largo della quale collaborò con lo Yukikaze e l'ammiraglia di squadriglia Jintsu per affondare un sommergibile navigante in superficie. I pattugliamenti antisommergibile continuarono sino a metà marzo, poi tra il 22 e il 24 seguì la nave appoggio idrovolanti Chitose nella baia di Ambon, dove si radunò un'eterogenea formazione per occupare la Nuova Guinea olandese. Il Tokitsukaze partecipò alla facile operazione, conclusasi il 21 aprile, rimanendo quasi sempre a fianco della Chitose anche quando l'unità navigò sino a Davao: si unì loro l'Hatsukaze e le tre unità diressero per il Giappone. I due cacciatorpediniere arrivarono il 2 maggio a Kure e qui furono revisionati e riparati. Il 21 maggio il Tokitsukaze e tutte le altre navi della 2ª Squadriglia salparono alla volta di Saipan, dove assunsero la difesa del convoglio d'invasione per l'atollo di Midway; la grande operazione, comunque, si concluse con una decisa sconfitta giapponese e il Tokitsukaze rientrò in Giappone con i gregari. Nelle tranquille settimane successive fu coinvolto in alcune missioni di scorta a qualche mercantile nelle acque metropolitane o all'isola di Formosa; il 14 luglio la 16ª Divisione passò alle dipendenze della 10ª Squadriglia, a sua volta sotto il controllo della 3ª Flotta – la nuova squadra di portaerei da battaglia, sempre al comando del viceammiraglio Chūichi Nagumo.

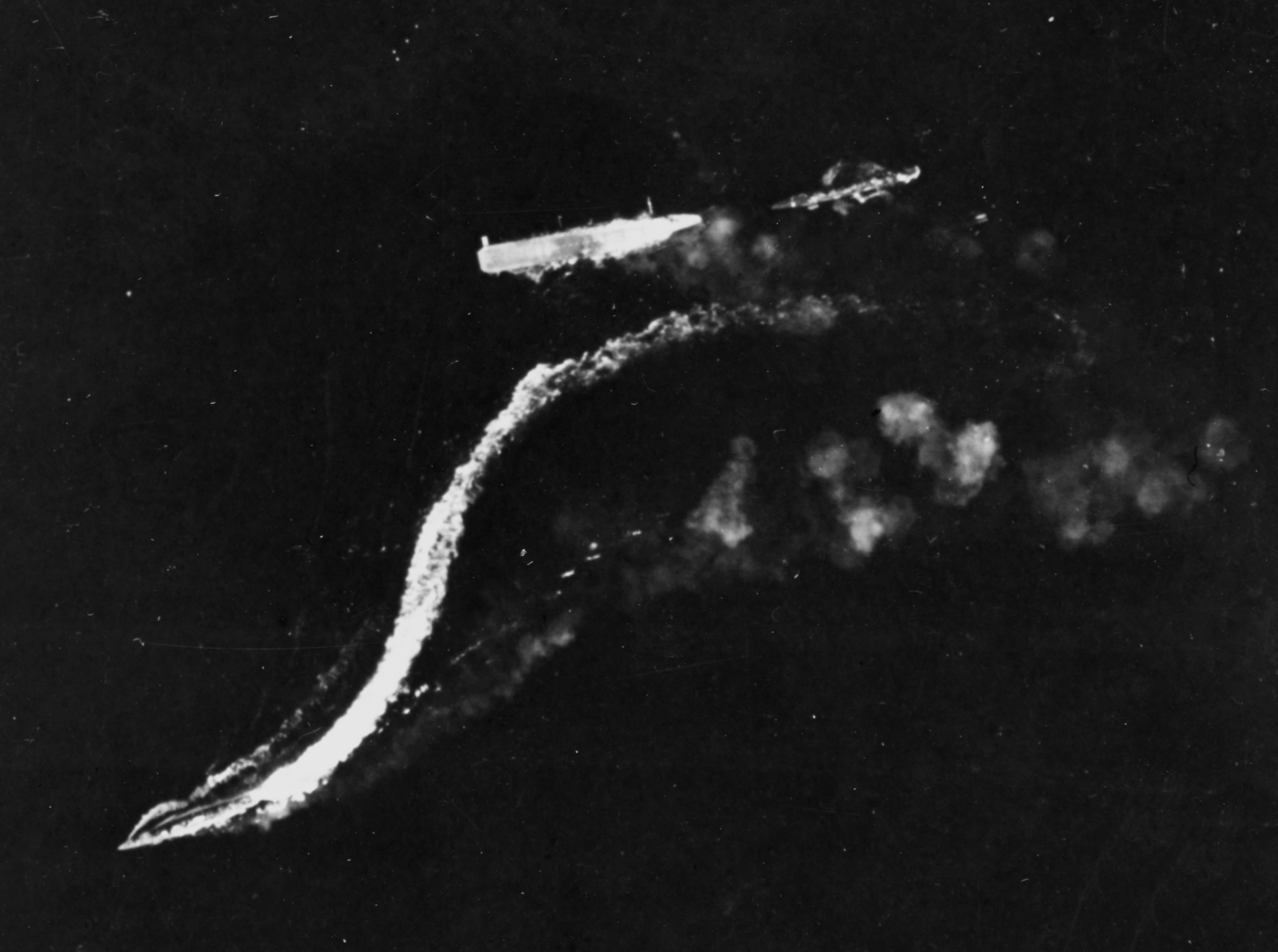
La portaerei Ryujo, ripetutamente colpita e immobile, è assistita dal Tokitsukaze (in alto a destra) e dall'Amatsukaze (in basso a sinistra), in manovra per evitare alcune bombe

Nella seconda metà di luglio il Tokitsukaze, lo Yukikaze e l'Hatsukaze navigarono in difesa di una nave da carico fino alla base di Truk e poi, con il solo Hatsukaze, s'incontrò in mare con l'incrociatore pesante Chokai per accompagnarlo fino alla piazzaforte di Rabaul, dove la grande unità fece scendere truppe il 30 luglio. Il Tokitsukaze ripartì con destinazione il Giappone, unendosi allo Yukikaze strada facendo, e arrivò ad Hashirajima il 16 agosto; poco dopo salpò con la 16ª Divisione e il resto della 3ª Flotta che, il 21 fece rifornimento in mare in vista dell'imminente battaglia delle Salomone Orientali contro la United States Pacific Fleet. Fu assegnato con l'Amatsukaze e l'incrociatore pesante Tone alla difesa ravvicinata della portaerei Ryujo, distaccata dal viceammiraglio Nagumo in funzione di picchetto avanzato per proteggere alcuni trasporti che dovevano eseguire un controsbarco sull'isola di Guadalcanal. Nel corso della battaglia delle Salomone Orientali (23-25 agosto) questa disposizione si rivelò fatale per la portaerei, oggetto di un ben coordinato attacco dell'aeronautica imbarcata statunitense. I due cacciatorpediniere non riuscirono a proteggerla e, mentre l'Amatsukaze recuperava l'equipaggio, il Tokitsukaze affiancò il Tone negli sbarramenti contraerei per coprire l'evacuazione. Per tutto il mese di settembre operò da Truk, partecipando alle regolari uscite in forze della flotta da battaglia nelle acque a nord delle isole Salomone; il 3 settembre, intanto, il comando era passato al capitano di fregata Masayoshi Motokura. Nella prima metà di ottobre, invece, il Tokitsukaze fu distaccato per difendere la piccola portaerei Taiyo che, gravemente colpita da un sommergibile, si trascinò lentamente fino a Kure, raggiunta il 13 ottobre. Rientrò a Truk il 19, fece rifornimento e salpò a gran velocità per riunirsi alla 3ª Flotta, che si trovava a nord-est delle isole Salomone in assetto da battaglia: con il resto della divisione rimase a difesa delle portaerei per la battaglia delle isole Santa Cruz, una sofferta vittoria dopo la quale accompagnò la Zuikaku (con l'Hatsukaze) da Truk a Kure. Il 12 novembre il Tokitsukaze si ormeggiò in porto e fu poi tratto in bacino di carenaggio, riparato e rimesso in acqua il 20: non tornò tuttavia al fronte, ma operò tra Yokosuka, la baia di Saeki e Hashirajima prima di seguire una settimana circa di intensive esercitazioni nel Mare interno di Seto. Soltanto l'11 dicembre salpò alla volta di Truk, assumendo la difesa della nuova portaerei leggera Ryuho (diretta anch'essa all'atollo con un carico di velivoli); tuttavia, il giorno successivo un sommergibile eluse la sorveglianza del Tokitsukaze e danneggiò la portaerei, che il cacciatorpediniere dovette riaccompagnare a Yokosuka e, poi, alla baia di Tokyo. Il Tokitsukaze si spostò a Kure il 16 e completò un altro periodo di addestramento, quindi si spostò a Yokosuka e infine alla baia di Tokyo. Ne partì il 31 dicembre con il cacciatorpediniere Akizuki e la Zuikaku.

### 1943 e l'affondamento

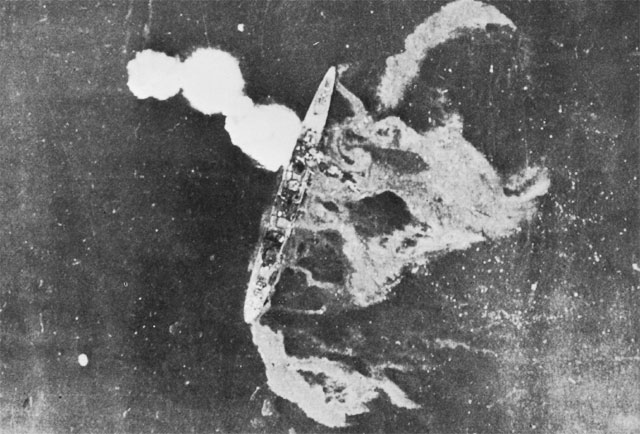
Uno dei cacciatorpediniere nipponici (forse il Tokitsukaze) bombardati e affondati nel corso della battaglia del Mare di Bismarck

Il piccolo convoglio arrivò senza incidenti a Truk il 4 gennaio 1943 e il Tokitsukaze si portò il 9 alle isole Shortland, base avanzata per le operazioni di rifornimento a Guadalcanal. Due missioni avvennero il 10-11 gennaio e il 14-15, durante le quali il Tokitsukaze e altri cacciatorpediniere coprirono un gruppo di navi similari materialmente incaricate del trasporto di truppe e rifornimenti; in entrambi i casi ci fu opposizione statunitense: l'Hatsukaze e l'Arashi rimasero danneggiati e due motosiluranti americane furono affondate. Il 24 gennaio trasferì un nucleo di fanteria con il Kuroshio alla baia di Rekata a Santa Isabel; rientrarono senza problemi alle Shortland, ma il 25 e il 26 si verificarono incursioni aeree, cui il Tokitsukaze sfuggì senza danni. Il cacciatorpediniere era intanto stato selezionato dal capitano di vascello Kiichirō Shōji quale ammiraglia della 16ª Divisione e, con questo nuovo ruolo, capitanò una missione di trasporto di Kaigun Tokubetsu Rikusentai alle isole Russell (scelte dai comandi per piazzarvi una base temporanea di chiatte motorizzate in vista dell'evacuazione di Guadalcanal). Con il Kuroshio e lo Shirayuki costituì la forza di copertura e respinse due attacchi aerei durante il 28 gennaio; la missione in ogni caso riuscì e il Tokitsukaze guidò le altre unità alle Shortland, dove si preparò alla missione di sgombero. Esso avvenne in tre vasti movimenti navali il 1º, 4 e 7 febbraio, durante i quali il Tokitsukaze trainò una chiatta motorizzata e prelevò sempre soldati da Kamimbo, sfuggendo agli attacchi aerei e agli interventi delle motosiluranti statunitensi. Attardatosi alle Shortland, le lasciò a metà mese per Rabaul, dove in via provvisoria fu posto agli ordini della 3ª Squadriglia. Tra il 18 e il 21 febbraio, con lo Shikinami, protesse l'andata e il ritorno da Gasmata di un trasporto.
Il 28 febbraio seguì fuori da Rabaul il gemello Yukikaze e i cacciatorpediniere Arashio, Asashio, Asagumo, Shikinami e Uranami di scorta a un gruppo di otto trasporti, incaricati di recare a Lae in Nuova Guinea una parte della 51ª Divisione fanteria e sostanziosi materiali per l'aviazione. In particolare, il Tokitsukaze accolse a bordo 150 soldati, lo stato maggiore della 18ª Armata e il suo comandante, il tenente generale Hatazō Adachi. Il gruppo fu individuato il 1º marzo e il giorno successivo un attacco di sette Boeing B-17 Flying Fortress affondò un trasporto, le cui truppe furono prese a bordo dallo Yukikaze e dall'Asagumo che precedettero il convoglio a Lae; il 3 marzo fu però il giorno decisivo della battaglia del Mare di Bismarck. I due cacciatorpediniere si erano da poco ricongiunti al resto del convoglio, a sud dello Stretto di Dampier e, verso le 08:00, oltre un centinaio di velivoli australiano-statunitensi si lanciarono all'attacco con la rischiosa tecnica dello skip bombing, ottenendo un alto numero di centri e danni gravissimi alle navi. Il Tokitsukaze incassò una o più bombe alle 08:09 sul lato di dritta, la sala macchine di quel lato si allagò e la paratia longitudinale fu fessurata e piegata, tanto che l'acqua invase anche l'altra metà dello scafo; il Tokitsukaze rimase alla deriva senza energia motrice, un poco sbandato sulla destra. Alle 10:40, una volta che gli aerei furono spariti, lo Yukikaze si avvicinò al gemello e prelevò quasi tutto l'equipaggio (che aveva avuto solo diciannove morti), i capitani Motokura e Shōji, il generale Adachi e i soldati, quindi puntò a Lae: il Tokitsukaze fu lasciato indietro con l'idea di rimorchiarlo al sicuro più tardi. Tre cacciatorpediniere tornarono in effetti nelle prime ore del 4 marzo e una ventina di superstiti emersero dall'unità devastata che, tuttavia, non fu presa al traino e lasciata definitivamente al suo destino. Al mattino una bomba sganciata da un solitario North American B-25 Mitchell scoppiò nella zona della torre di comando, senza affondarlo, e un attacco di nove bombardieri in picchiata nipponici (i comandi avevano ordinato di impedirne la cattura) non ebbe successo. Il colpo di grazia fu vibrato da sette B-25 che piazzarono diverse bombe sul cacciatorpediniere, che sprofondò 55 miglia a sud-est di Finschhafen (7°15′S 148°30′E).
Il 1º aprile 1943 il Tokitsukaze fu ufficialmente depennato dalla lista del naviglio in servizio.